# Bahnstrecke Suhl–Schleusingen
| | |                                   |                              |
| Streckennummer: | 6696 |                                   |                              |
| Kursbuchstrecke (DB): | 568 |                                   |                              |
| Kursbuchstrecke: | 164c (1934) |                                   |                              |
| Streckenlänge: | 15,8 km |                                   |                              |
| Spurweite: | 1435 mm (Normalspur) |                                   |                              |
| Maximale Neigung: | 67,9 ‰ |                                   |                              |
| Minimaler Radius: | 250 m |                                   |                              |
| Zahnstangensystem: | Abt (2 Lamellen) |                                   |                              |
| Streckengeschwindigkeit: | Steilstreckenabschnitt: Bergfahrt: 40 km/h Talfahrt: Reisezüge, einzelne Triebfahrzeuge: 30 km/h Güterzüge, Nebenfahrzeuge: 20 km/h |                                   |                              |
| | |                                   |                              |
| \| \| \| von Neudietendorf \| \| \| \| 0,00 \| Suhl \| 426,1 m \| \| \| \| nach Ritschenhausen \| \| \| \| 0,00 \| DB InfraGo / Rennsteigbahn \| DB InfraGo / Rennsteigbahn \| \| \| 1,52 \| Suhl-Neundorf (Suhlerneundorf) \| 460,0 m \| \| \| 2,43 \| Beginn Zahnstange (bis 1928) \| Beginn Zahnstange (bis 1928) \| \| \| 3,90 \| Ende Zahnstange (bis 1928) \| Ende Zahnstange (bis 1928) \| \| \| 5,04 \| Suhl-Friedberg (Suhler Friedberg) \| 569,9 m \| \| \| 8,60 \| Hirschbach (Thür) \| 466,0 m \| \| \| \| Viadukt in Hirschbach (47 m) \| \| \| \| 11,65 \| Erlau (Thür) \| 415,0 m \| \| \| 13,36 \| St. Kilian \| 391,0 m \| \| \| \| Erle \| \| \| \| \| A 73 \| \| \| \| \| von Ilmenau \| \| \| \| 15,84 \| Schleusingen \| 373,0 m \| \| \| \| nach Themar \| \| \| \| \| \| \| \| Quellen: [1] \| \| \| \| | |                                   |                              |
| Strecke | | von Neudietendorf                 | von Neudietendorf            |
| Bahnhof | 0,00 | Suhl                              | 426,1 m                      |
| Abzweig geradeaus und nach rechts | | nach Ritschenhausen               | nach Ritschenhausen          |
| Wechsel des Eisenbahninfrastrukturunternehmens | 0,00 | DB InfraGo / Rennsteigbahn        | DB InfraGo / Rennsteigbahn   |
| ehemaliger Haltepunkt / Haltestelle | 1,52 | Suhl-Neundorf (Suhlerneundorf)    | 460,0 m                      |
| | 2,43 | Beginn Zahnstange (bis 1928)      | Beginn Zahnstange (bis 1928) |
| | 3,90 | Ende Zahnstange (bis 1928)        | Ende Zahnstange (bis 1928)   |
| ehemaliger Bahnhof | 5,04 | Suhl-Friedberg (Suhler Friedberg) | 569,9 m                      |
| ehemaliger Bahnhof | 8,60 | Hirschbach (Thür)                 | 466,0 m                      |
| Brücke | | Viadukt in Hirschbach (47 m)      | Viadukt in Hirschbach (47 m) |
| ehemaliger Bahnhof | 11,65 | Erlau (Thür)                      | 415,0 m                      |
| ehemaliger Haltepunkt / Haltestelle | 13,36 | St. Kilian                        | 391,0 m                      |
| Brücke über Wasserlauf | | Erle                              | Erle                         |
| Strecke mit Straßenbrücke | | A 73                              | A 73                         |
| Abzweig geradeaus und von links | | von Ilmenau                       | von Ilmenau                  |
| Bahnhof | 15,84 | Schleusingen                      | 373,0 m                      |
| Strecke | | nach Themar                       | nach Themar                  |
| | |                                   |                              |
| Quellen: | |                                   |                              |

Die Bahnstrecke Suhl–Schleusingen (Friedbergbahn) ist eine  Nebenbahn in Thüringen. Sie führt im Thüringer Wald von Suhl über den Friedberg nach Schleusingen. Die Steilstrecke hat mit 66,6 ‰ die größte maßgebende Neigung einer Adhäsionsstrecke in Deutschland.

## Geschichte
Im Jahr 1904 richteten die beiden einzigen Städte des preußischen Landkreises Schleusingen, Schleusingen und Suhl, eine Eingabe an die preußischen Behörden in Berlin zum Bau einer Bahnstrecke zwischen beiden Orten. Drei Jahre später erfolgte die Zustimmung und Bereitstellung der erforderlichen Finanzmittel in Höhe von 3,1 Millionen Mark. Im Jahr 1908 begannen durch die Preußische Staatseisenbahn die Vorarbeiten, zwei Jahre später der Bahnbau und am  14. November 1911 wurde die Strecke feierlich eingeweiht.

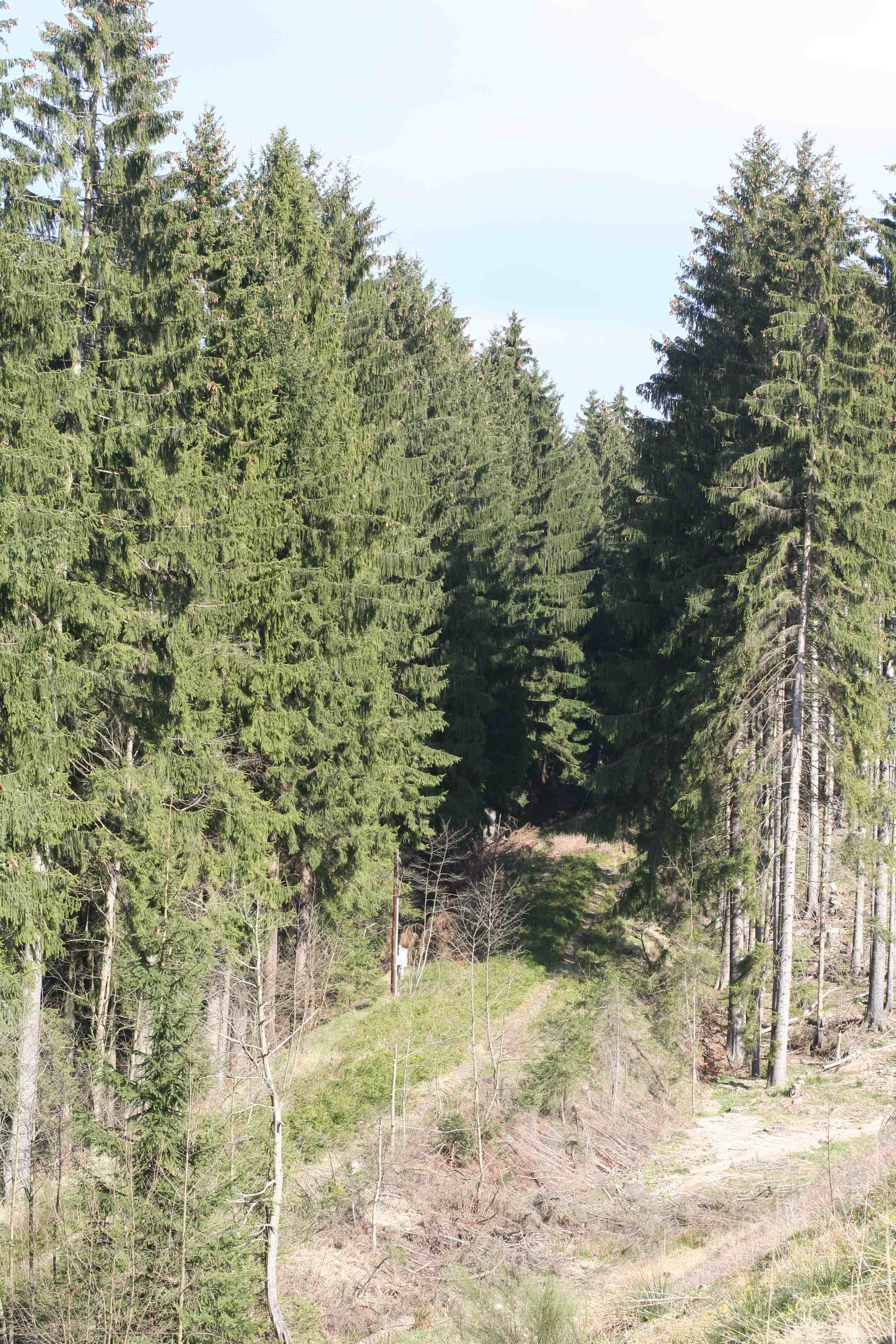
Steilstrecke mit Fernsprechschrank

Besondere Schwierigkeiten gab es bei der Linienführung aus dem Suhler Talkessel zur 144 m höher gelegenen Station Friedberg. Auf diesem fünf Kilometer langen Streckenabschnitt wurde deshalb auf eine Länge von 1470 Metern eine Zahnstange System Abt verlegt, um eine Neigung von bis 70,6 ‰ (65 Meter Länge) befahren zu können. Im Zugverkehr wurden Dampfloks der Baureihe T 26 eingesetzt. Dabei wurde der Zug die Steilstrecke Richtung Schleusingen geschoben, in Friedberg setzte die Lok dann an die Spitze des Zuges.
Die Umstellung auf Adhäsionsbetrieb mit steilstreckentauglichen Dampfloks der Baureihe 94 erfolgte im Sommer 1930, drei Jahre nach der Rennsteigbahn. Zusätzlich wurden die schweren Züge auf der Suhler Rampe nachgeschoben. Ab 1974 wurden die sechsachsigen Dieselloks der DR-Baureihe 118 eingesetzt, die bei maximaler Steigung eine Last von 155 Tonnen noch anfahren konnten, gegenüber 120 Tonnen bei der Baureihe 94. Betrug bei Zahnradbetrieb die Reisezeit noch 70 Minuten, so reduzierte sich diese mit Einsatz der Baureihe 94 auf 45 Minuten und später mit der Baureihe 118 auf 28 Minuten. Ab 1995 verkehrte letztendlich die Baureihe 213 mit Steuerwagen und Reisezeiten von 25 Minuten. Der Güterverkehr wurde mit dem 31. Dezember 1994 eingestellt. Letzter Betriebstag im planmäßigen Personenverkehr war am 31. Mai 1997, die endgültige Betriebseinstellung folgte am 31. Oktober 1999.
Im Kursbuch wurde die Strecke bei der Deutschen Reichsbahn unter 190e, nach dem Zweiten Weltkrieg zunächst unter 191a und ab 1968 unter 626 geführt, abschließend bei der Deutschen Bahn unter 568.
Im Jahr 2004 wurde für den Bau der Talbrücke St. Kilian der Bundesautobahn 73 ein zirka 200 m langes Stück des Streckengleises abgebaut, das im Januar 2007 nach Fertigstellung der Autobahn wieder eingefügt wurde. 2003 wurde die Friedbergbahn an die Rennsteigbahn GmbH & Co. KG verpachtet. Diese beabsichtigte, die Thüringer Behälterglas GmbH zwischen St. Kilian und Schleusingen über das Anschlussgleis im Güterverkehr zu beliefern. Laut einem Artikel im Freien Wort vom 6. Juni 2013 wurde die Strecke  durch Helfer vom Bewuchs befreit und sollte wieder im Museumsbetrieb befahren werden. Im August 2013 waren bereits zwölf der fünfzehn Kilometer freigeschnitten.
Im Dezember 2013 befuhr erstmals seit 16 Jahren ein Bauzug die Strecke von Hirschbach auf den Friedberg. Für das Jahr 2014 war der Freischnitt bis zum Bahnhof Suhl vorgesehen.
Am 28. Dezember 2015 befuhr erstmals wieder seit der Einstellung des Verkehrs eine Lokomotive die Bahnstrecke, die einen  Baugleis-Status hat, von Schleusingen nach Suhl. Eine Nutzung fand im Jahr 2024 nicht statt.

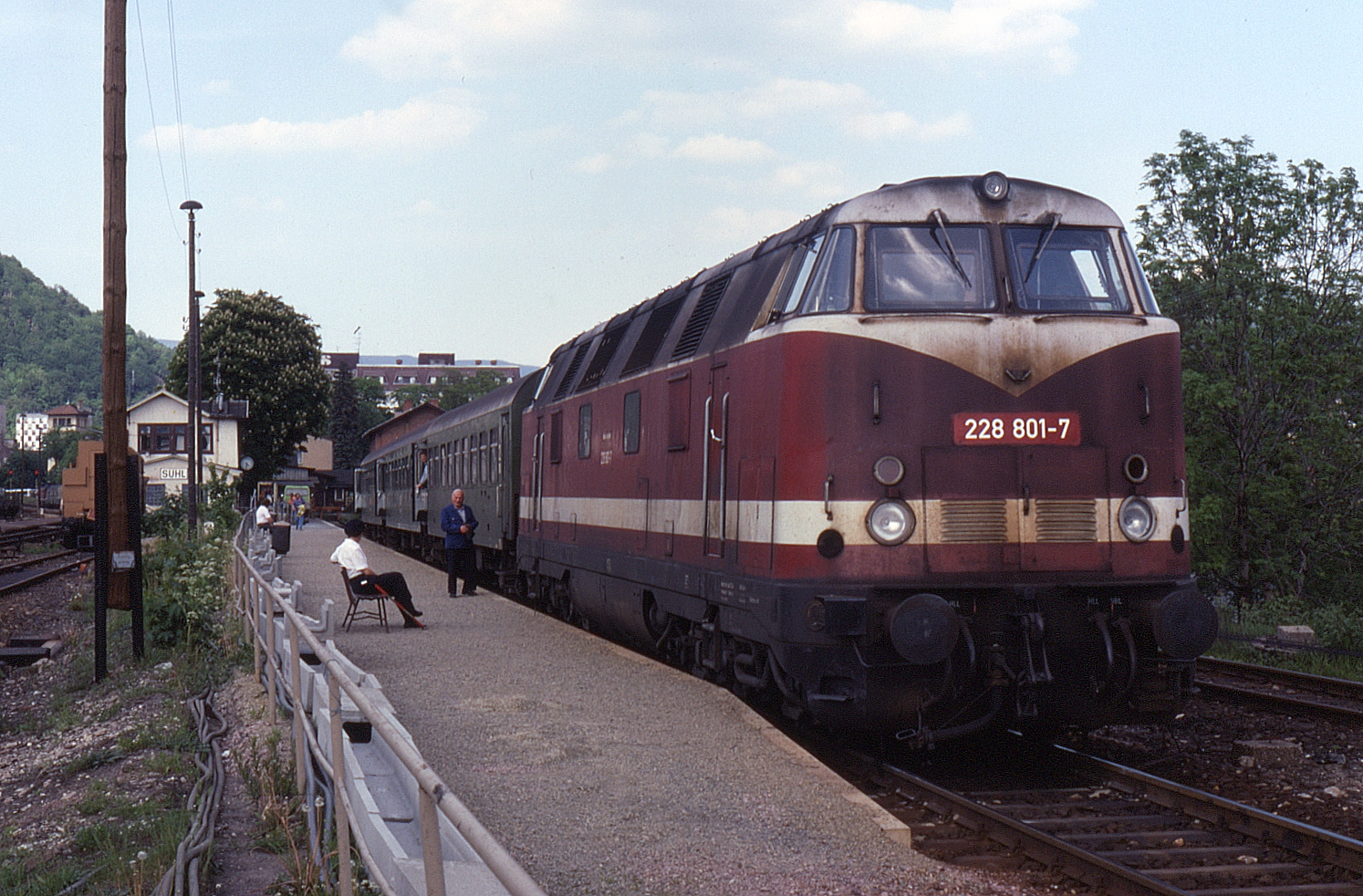
Suhl, Bahnsteig 3 (1993)
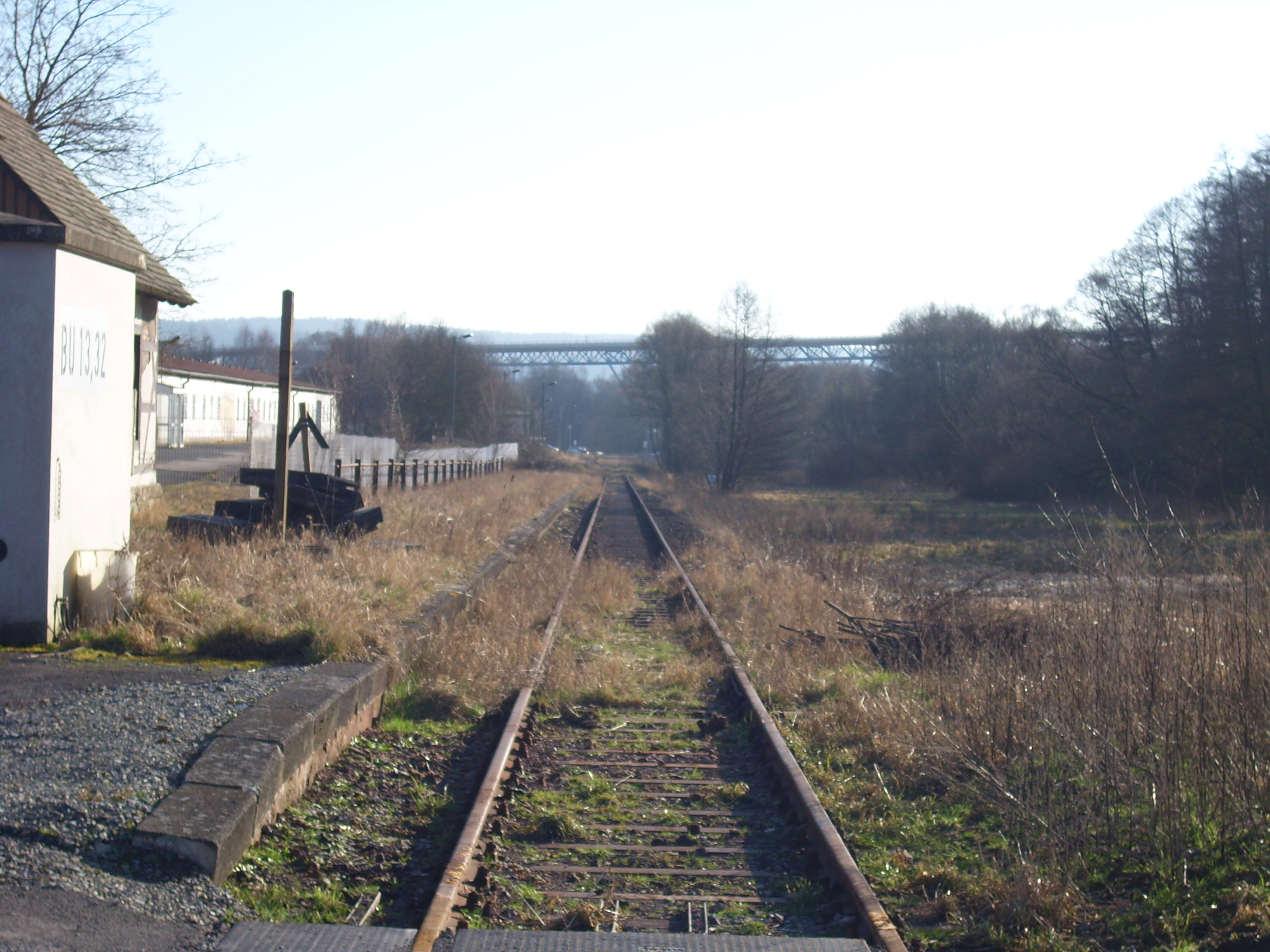
Haltepunkt St. Kilian
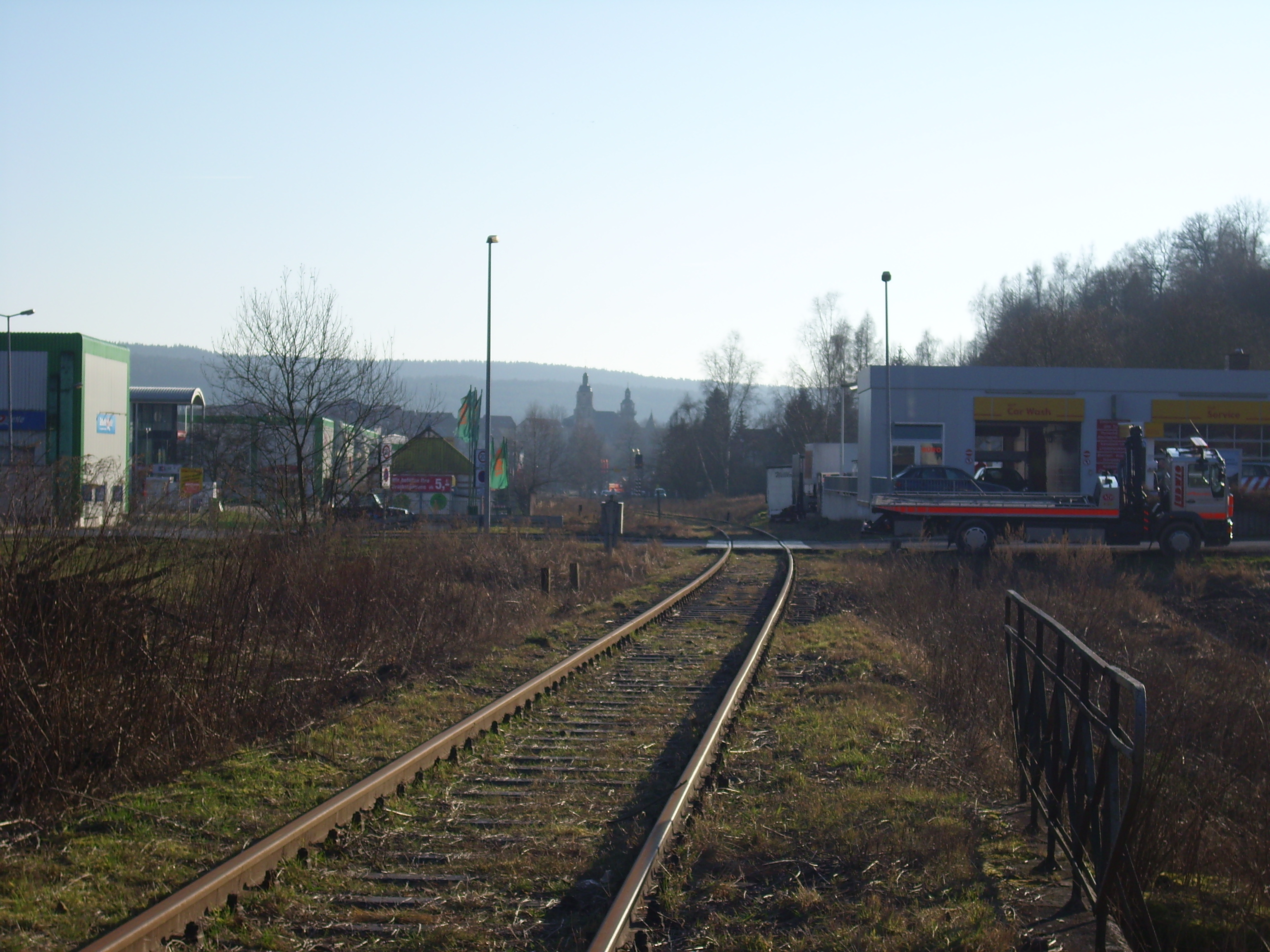
Kurz vor Schleusingen
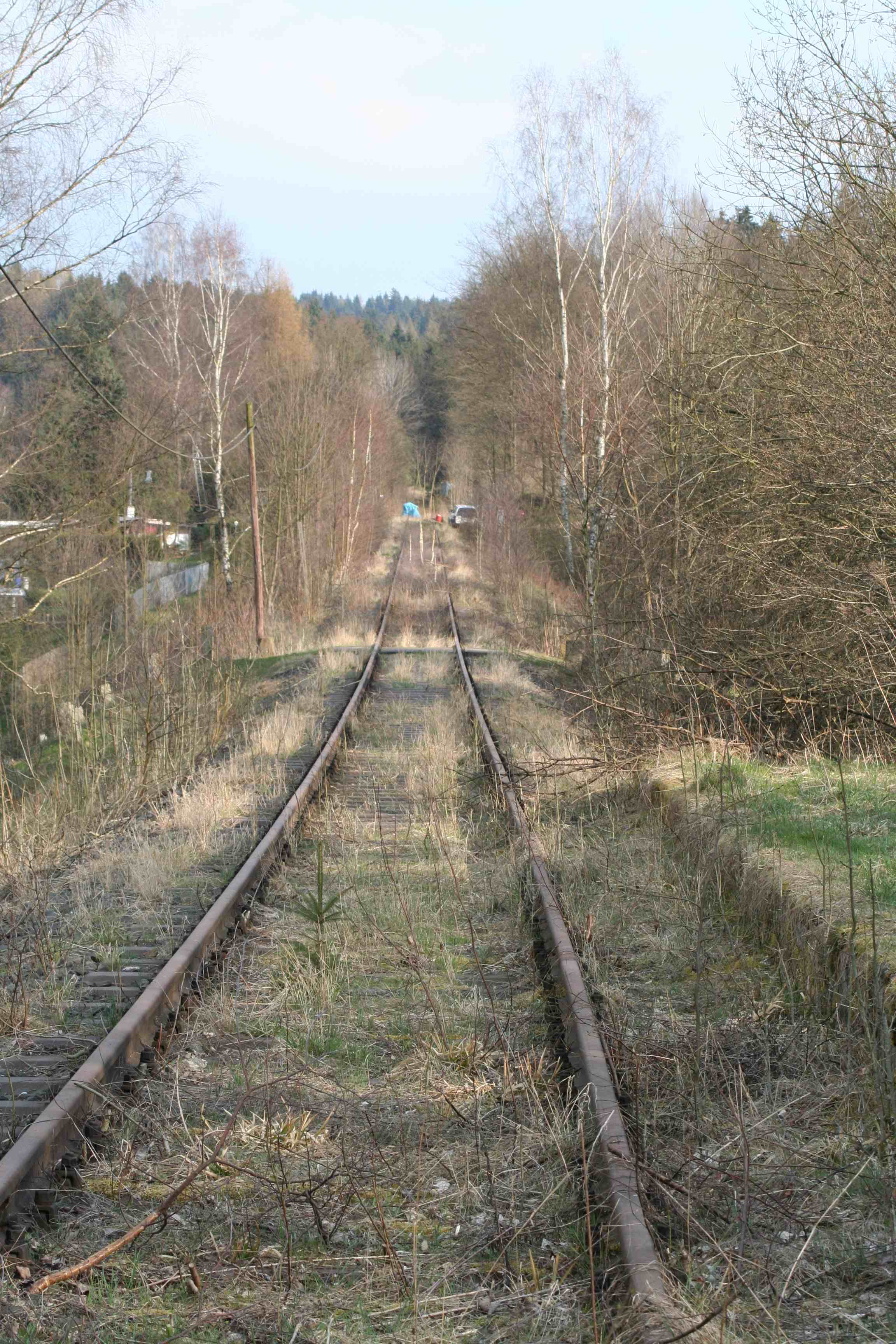
Beginn der Steilstrecke in Suhl-Neundorf